# Rödelsee

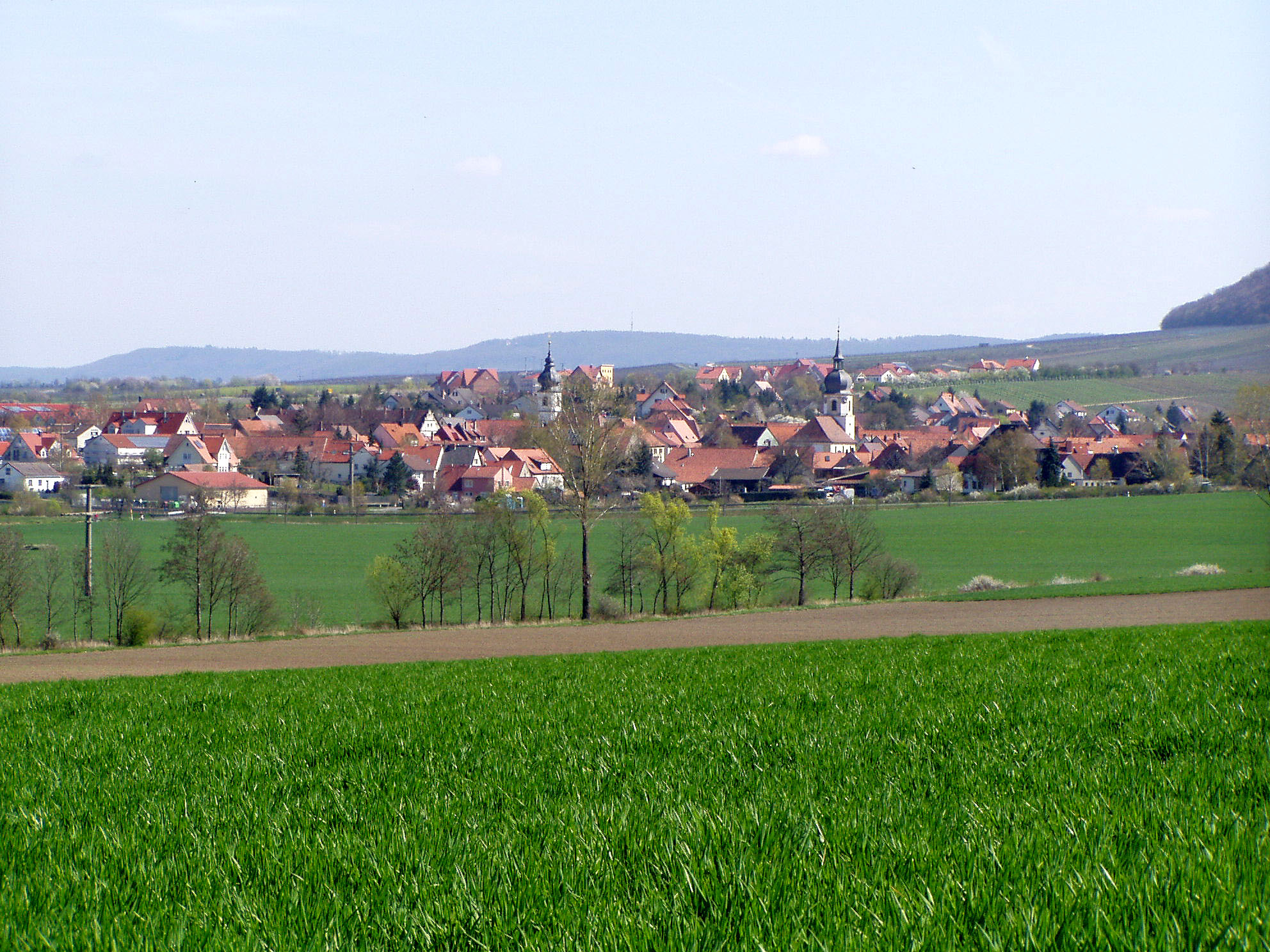
Der Weinort Rödelsee am Fuß des Schwanbergs

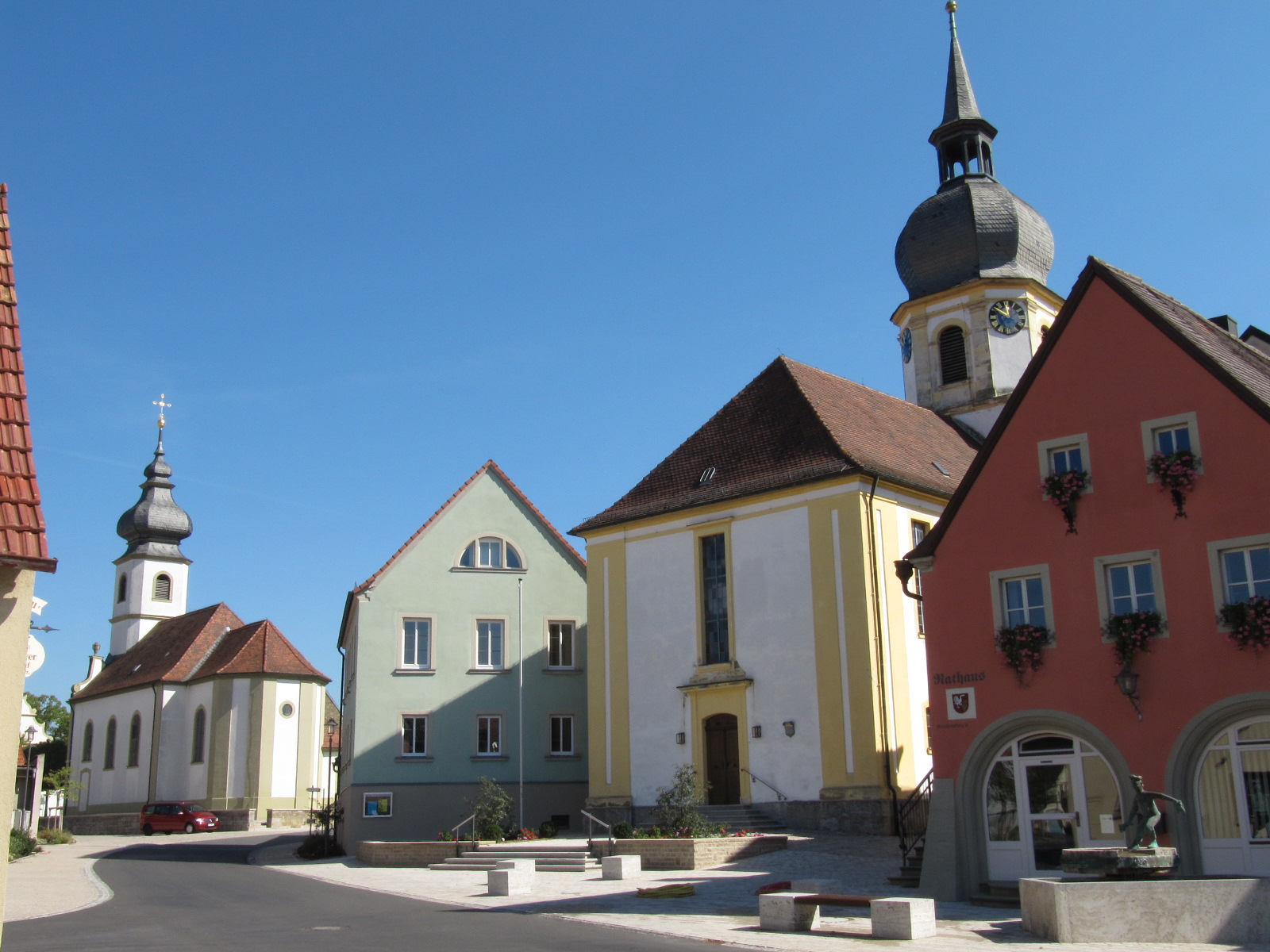
Rödelsees Rathaus mit den beiden Kirchen. Der zum Rathausbrunnen gehörende bronzene Schwan wurde im Juli 2012 gestohlen.

Rödelsee ist eine vom Weinbau geprägte Gemeinde im unterfränkischen Landkreis Kitzingen und ein Mitglied der Verwaltungsgemeinschaft Iphofen. Die frühere Nachbargemeinde Fröhstockheim ist mittlerweile ein Gemeindeteil von Rödelsee.

## Geografie

### Geografische Lage
Rödelsee liegt am Fuß des Schwanbergs auf einer Höhe von 230 m ü. NHN. Trotz der Zugehörigkeit der Gemeinde zur Verwaltungsgemeinschaft Iphofen ist Rödelsee politisch selbständig.

### Gemeindegliederung
Es gibt drei Gemeindeteile (in Klammern ist der Siedlungstyp angegeben):
- Rödelsee (Pfarrdorf)
- Fröhstockheim (Pfarrdorf)
- Schwanberg (Schloss)

### Nachbargemeinden
Nachbargemeinden sind (von Norden beginnend im Uhrzeigersinn): Großlangheim, Wiesenbronn, Iphofen, Mainbernheim und Kitzingen.

### Naturräumliche Gliederung
Rödelsee und seine Gemeindeteile haben Anteil an drei unterschiedlichen Naturräumen, von denen zwei dem Steigerwaldvorland zugerechnet werden. Fröhstockheim liegt in der Mainbernheimer Ebene mit ihren flachwelligen Bachtälern und den Lettenkeuperböden. Rödelsee selbst befindet sich am Fuße des namensgebenden Berges im höhergelegenen Schwanbergvorland. Der Schwanberg ist Namensgeber für eine Untereinheit im nördlichen Teil des Steigerwaldes.

## Geschichte

### Bis zum 19. Jahrhundert
In der Karte des Claudios Ptolemaios (die Geographike Hyphegesis) die um 150 n. Chr. entstand, wurde der Schwanberg als Bergium erwähnt.
Vermutlich unter der Führung von Rodilo oder Rotel dürfte in Rödelsee bereits zur Zeit der fränkischen Landnahme eine Siedlung entstanden sein. Ausgehend von dessen Namen entwickelte sich die Ortsbezeichnung.
Zum ersten Mal wurde der Ort im Jahr 1040 erwähnt. Kaiser Heinrich III. schenkte dem Kloster Kitzingen das Dorf Rotiense. Graf Hermann II. zu Castell tauschte 1271 „einen Weinberg in Rödelsee am Swaneboum gegen einen Weinberg des Klosters Ebrach am Blozenbuhel. Sein Sohn Friedrich genehmigte 1293 eine Schenkung von Weinbergen … an das Deutschordenshaus zu Würzburg.“ Als Lehensempfänger der Herren von Hohenlohe und Bewohner der Wasserburg am Dorfsee wurde 1280 der Ortsadelige Konrad Fuchs von Rödelsee genannt, im 14. Jahrhundert waren es die Ritter von Wenkheim. Über die Berlichingen und Heßberg kamen 1573 Besitzungen an die Crailsheim. Der Wut aufständischer Bauern fielen die Burgen von Rödelsee, im nahegelegenen Fröhstockheim und auf dem Schwanberg 1525 zum Opfer. Alle wurden aber wieder aufgebaut. Um 1600 gab es vier Dorfherren: das Hochstift Würzburg (in Würzburg befand sich der Domherrenhof Rödelsee am heutigen Paradeplatz), die Abtei Ebrach, die Grafen zu Castell-Rüdenhausen und die späteren Freiherren von Crailsheim. Jede Dorfherrschaft stellte einen eigenen Vertreter, den Schultheiß. Er besaß einen Schlüssel zur Gemeindetruhe mit den wichtigen Unterlagen. Nur gemeinsam, d. h. mit vier Schlüsseln, konnten sie diese öffnen. Den Vorsitz hatte der Schultheiß des Hochstifts Würzburg. In ihren Residenzen überdauerten die Dorfherren die Zeit bis heute:
- 1614[8]:47 errichtete Friedrich von Crailsheim einen „würdigen Wohnsitz“ in Rödelsee, das bis heute erhaltene Schloss Crailsheim.
- Um 1616[8]:49 wurde der Ebracher Hof als Zehnthaus errichtet.
- 1648[8]:49 wurde der Amtshof der Grafen zu Castell errichtet, das jetzige Gasthaus zum Goldenen Löwen.

Nach Einführung der Reformation durch die Markgrafen von Ansbach waren alle Bewohner bis 1624 evangelisch. Ab 1627 begannen das Hochstift Würzburg und das Kloster Ebrach mit der Durchsetzung der Gegenreformation. „1641 war kaum mehr ein Einwohner im Ort zu finden. … Es gab nur noch Ruinen und mannshohes Unkraut. Eine Bestandsaufnahme von 1648 lautet: alles öde, kein Feld gebaut, nichts zu genießen!“ Am Ende des Dreißigjährigen Krieges kehrten die Dorfbewohner, welche an sichere Orte geflohen waren, zurück. Sie einigten sich 1651 auf ein Simultaneum. Als der Turm der Simultankirche 1770 einstürzte, beschloss jede der beiden Konfessionen ihr eigenes Gotteshaus zu bauen.
Schließlich kam der Ort nach den wechselnden Herrschaften Bayerns, Preußens und Frankreichs 1810 zum Großherzogtum Würzburg und 1814 im Rahmen des Reichsdeputationshauptschlusses zum Königreich Bayern. Seit 1862 gehört Rödelsee zum Landkreis Kitzingen.

### Verwaltungsgemeinschaft
Die Verwaltungsgemeinschaft Iphofen, zu der neben Iphofen und Rödelsee auch Markt Einersheim und der Markt Willanzheim gehören, entstand im Zuge der bayerischen Gebietsreform im Jahr 1978.

### Eingemeindungen
Im Zuge der Gebietsreform in Bayern wurde am 1. Mai 1978 die Gemeinde Fröhstockheim eingegliedert.

### Einwohnerentwicklung
Im Zeitraum 1988 bis 2018 stieg die Einwohnerzahl von 1339 auf 1786 um 447 Einwohner bzw. um 33,4 % – der höchste prozentuale Zuwachs im Landkreis im genannten Zeitraum.
Quelle: BayLfStat

## Politik

### Bürgermeister
Burkhard Klein (CSU) ist seit 10. Juni 2002 Erster Bürgermeister; dieser wurde am 15. März 2020 mit 72,5 % der Stimmen für weitere sechs Jahre gewählt.

### Gemeinderat
Der Gemeinderat hat aufgrund der Einwohnerzahl zwölf Mitglieder zuzüglich des Ersten Bürgermeister. In der Amtszeit 2020 bis 2026 setzt er sich wie folgt zusammen:
- CSU: 6 Sitze
- Fröhstockheimer Liste: 3 Sitze
- Freie Wähler Rödelsee-Fröhstockheim: 3 Sitze

### Wappen
| Wappen von Rödelsee | Blasonierung: „In Rot ein links gewendeter Schwan, darunter links eine goldene Traube mit goldenem Weinblatt.“ |
| Wappen von Rödelsee | Wappenbegründung: Das Wappen nimmt Bezug auf die örtlichen Gegebenheiten. Der Weinanbau in der Gemeinde ist weit über das Gemeindegebiet hinaus bekannt. Für ihn steht die goldene Traube im Wappen. Auch der silberne Schwan ist ein Hinweis auf den Weinbau. Er weist auf die weit bekannte Weinlage Schwanleite und auf den Schwanberg mit dem vom Hochstift Würzburg errichteten Schwanbergschloss hin. Vom Schloss sind heute nur noch die Wohngebäude erhalten. Die Farben Silber und Rot sind die Farben Frankens und des Hochstifts Würzburg. Das Wappen wurde vom Innenministerium am 11. August 1969 verliehen. Die Gemeinde führt erst seit 1969 ein Wappen. |

|                     | Wappen von Fröhstockheim |
| Wappen von Rödelsee | Blasonierung: „Gespalten von Schwarz und Gold; vorne über goldenem Boden ein goldener Frosch, hinten ein bewurzelter schwarzer Baumstock.“ |
| Wappen von Rödelsee | Wappenbegründung: Das Wappen ist einem Gerichtssiegel von 1651 entnommen. Beide Figuren reden, weisen also auf den Ortsnamen hin, wobei das Präfix Fröh- durch den Frosch symbolisiert wird. Die Tingierung verweist auf das Wappen der Herren von Crailsheim, die seit dem 17. Jahrhundert die Dorfherrschaft innehatten. |

## Kultur und Sehenswürdigkeiten

### Heimatmuseum
Im Elfleins-Häusla sind eine vollständig erhaltene Schmiede, die zugehörige Wohnung und Stallungen aus dem Anfang des vorigen Jahrhunderts zu besichtigen.

### Amtshöfe
Der Löwenhof ist heute ein Restaurant und prägte als ehemaliges Castellsches Amtshaus das Erscheinungsbild des Ortes entscheidend mit und ist ein geschütztes Baudenkmal. Der Ebracher Hof entstammt dem 17. Jahrhundert und wurde im Jahr 1712 umfassend erneuert.

### Jüdische Gemeinde
Bereits 1585 gab es in Rödelsee eine jüdische Gemeinde mit 18 Familien. Das Fürstlich Castell’schen Archiv besitzt Unterlagen über Streitigkeiten der Dorfherrschaften mit den Freiherrn von Crailsheim um die Aufnahme von Juden. Es entstand eine Synagoge mit Judenschule und angestelltem Lehrer. Diese Einrichtung brachte durch ihren guten Ruf auch Studenten aus der weiteren Umgebung wie Frankfurt in den kleinen Ort. Weitere Einrichtungen der jüdischen Gemeinde in Rödelsee waren das rituelle Bad und der Zentralfriedhof.
Nach 1870/80 nahm die Zahl der jüdischen Einwohner ab, da viele nach Kitzingen und in andere Städte abwanderten. Die 1851 erneuerte Synagoge konnte von den wenigen Verbliebenen nur notdürftig erhalten werden. Schließlich wurde die jüdische Gemeinde 1907/1908 aufgelöst. Beim Novemberpogrom 1938 wurde die Synagoge geschändet, das Mobiliar herausgeholt und außerhalb des Gebäudes verbrannt. Als die Überreste des Gebäudes sehr baufällig waren, entstand nach dem Abbruch auf dem Grundstück der Alten Iphöfer Straße 8 ein Wohnhaus.

### Begräbnisstätten

#### Jüdischer Friedhof

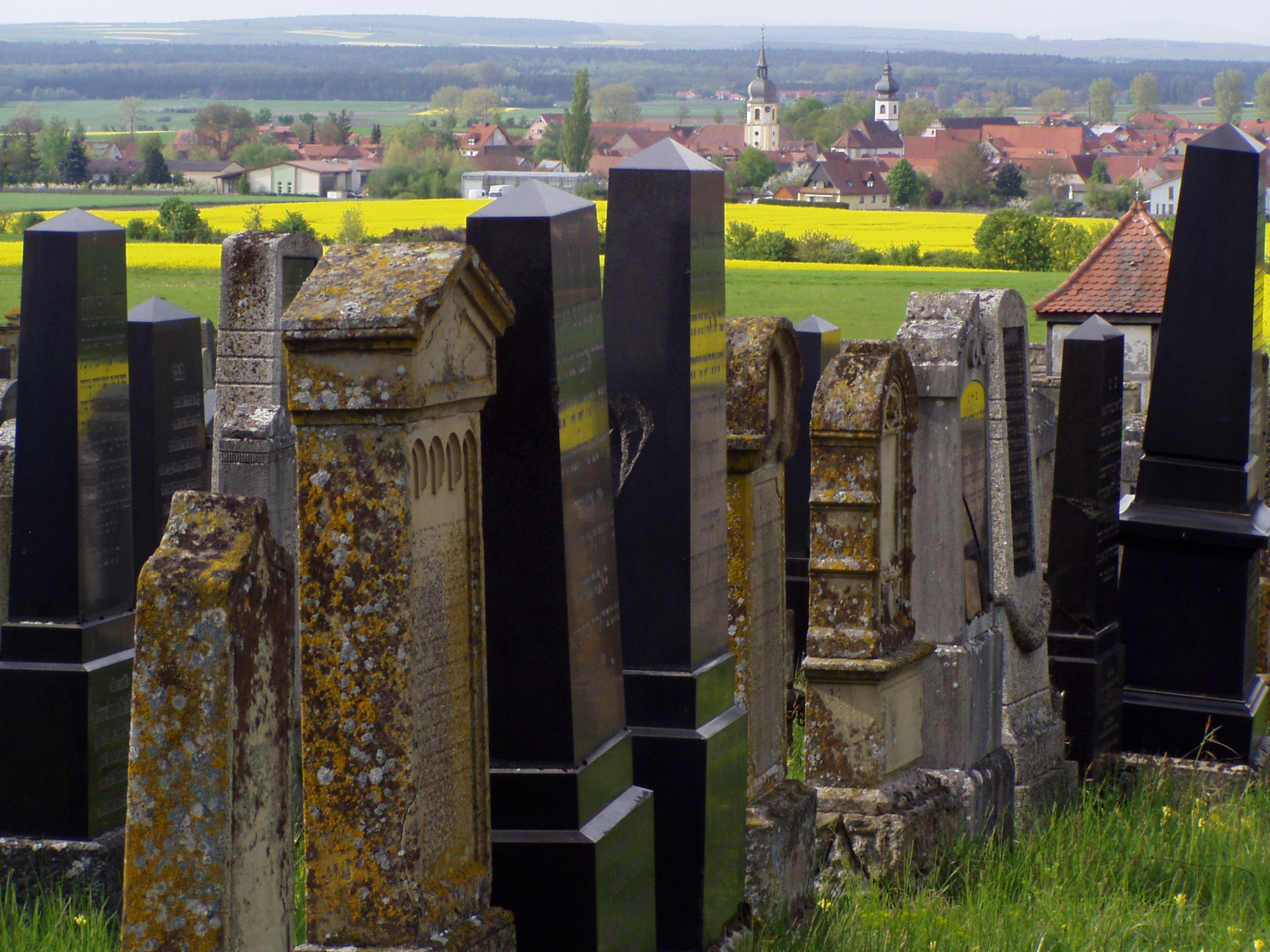
Der jüdische Friedhof von Rödelsee

Von den Einrichtungen der jüdischen Gemeinde gehört der jüdische Friedhof von Rödelsee heute zu den wichtigsten Sehenswürdigkeiten. Er wurde bereits im 15. Jahrhundert angelegt und ist einer der größten jüdischen Friedhöfe in Bayern mit über 2500 Grabsteinen.

#### Friedhof Rödelsee
Der alte Friedhof um die evangelische Kirche wurde bis 1730 simultan genutzt. Bereits 1680 war jedoch schon der neue Friedhof angelegt worden. 1826, 1951 und 1980 wurde er erweitert. In letztgenannten Jahr wurde das moderne Leichenhaus errichtet.: 35

#### Schwanberg
- Mausoleum im Park
- Friedhof der Communität Casteller Ring
- FriedWald der bayerischen Landeskirche

### Schlösser

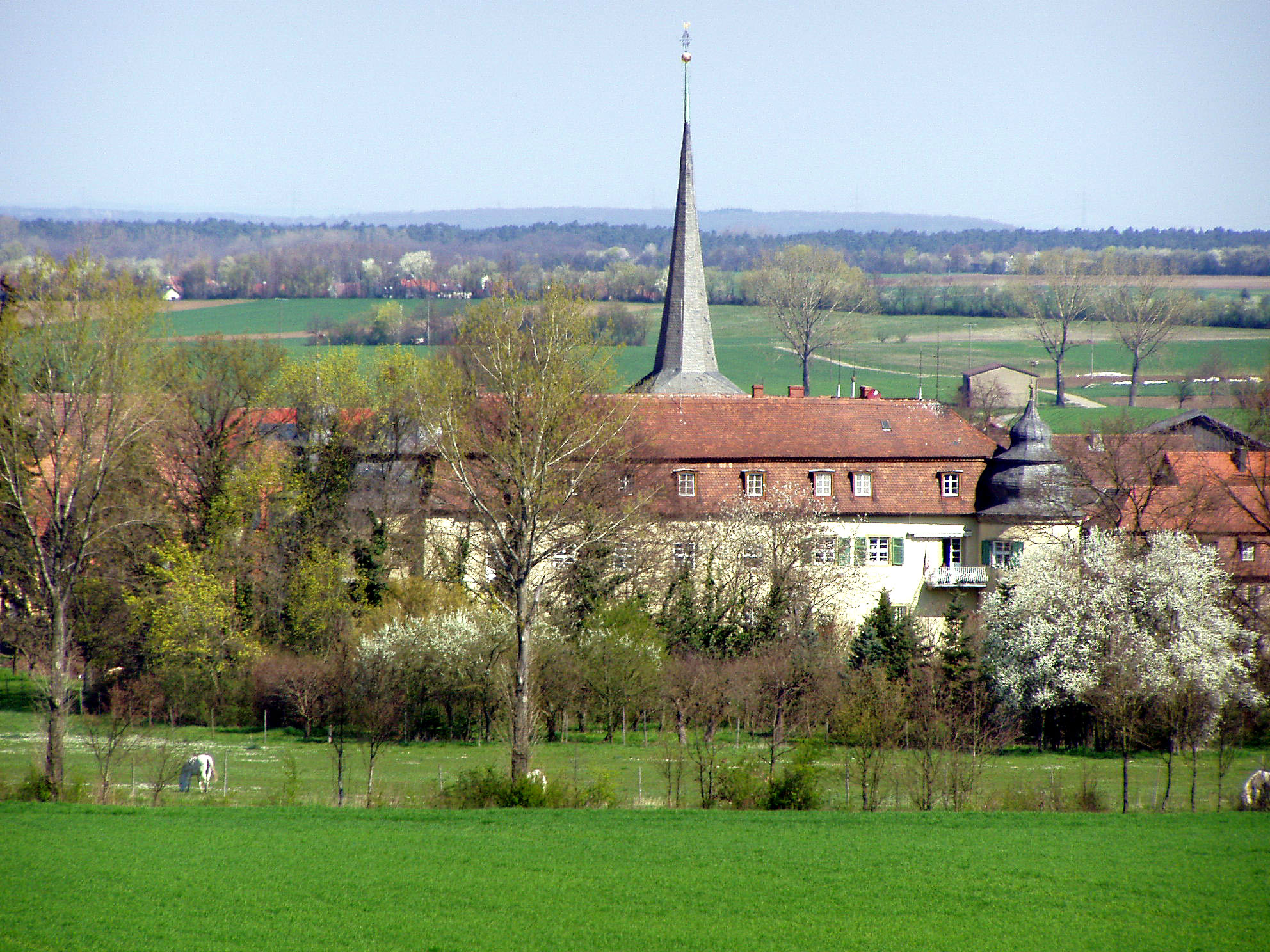
Crailsheim’sches Schloss Fröhstockheim

Der kleine Dorfsee in der Nähe des Rathauses ist von der Wasserburg in Rödelsee übrig geblieben. Zunächst von Konrad Fuchs von Rödelsee, dann von den Rittern von Wenkheim genutzt, blieb die Burg im Besitz derer von Heßberg bis um das Jahr 1614. Diese Wehranlage wurde im Bauernkrieg 1525 geplündert und abgebrannt. Schließlich verfielen die Gebäude, nur im Turm wohnte noch 1671 der Jud Polack. Ein Teil des Wassergrabens wurde zugeschüttet und die Insel verschwand.:47
Der Wohnsitz einer zweiten Linie der Adelsfamilie von Crailsheim in Rödelsee befand sich in so schlechtem Zustand, dass Friedrich von Crailsheim sich 1614 einen repräsentativen Wohnsitz errichten ließ. 1954 ging er in den Besitz der Winzergenossenschaft über.:47 Im Crailsheimer Schloss in Rödelsee befindet sich heute eine WeinGalerie.
Auf dem nahegelegenen, geologisch interessanten, 474 Meter hohen Schwanberg des Steigerwaldes befindet sich ein Schloss mit einem sehenswerten Park.
Das große Wasserschloss im Ortsteil Fröhstockheim befindet sich in Privatbesitz.

### Kirchen
Bereits 1190 existierte in „Rotelse in episcopatu Wirzburgensis“ eine Kirche. Sie war dem Heiligen Bartholomäus geweiht. Er gilt als Schutzheiliger der Winzer. Diese Vorgängerkirche weihte der Eichstätter Bischof Otto von Hirschberg. In den konfessionellen Streitigkeiten der wechselnden Dorfherren zerfiel die simultan genutzte Kirche und musste nach dem Einsturz des Turms, der den Altar zerstörte, 1770 abgerissen werden. Die Gläubigen beschlossen zwei Kirchen zu errichten.

#### Evangelische St.-Bartholomäus-Kirche

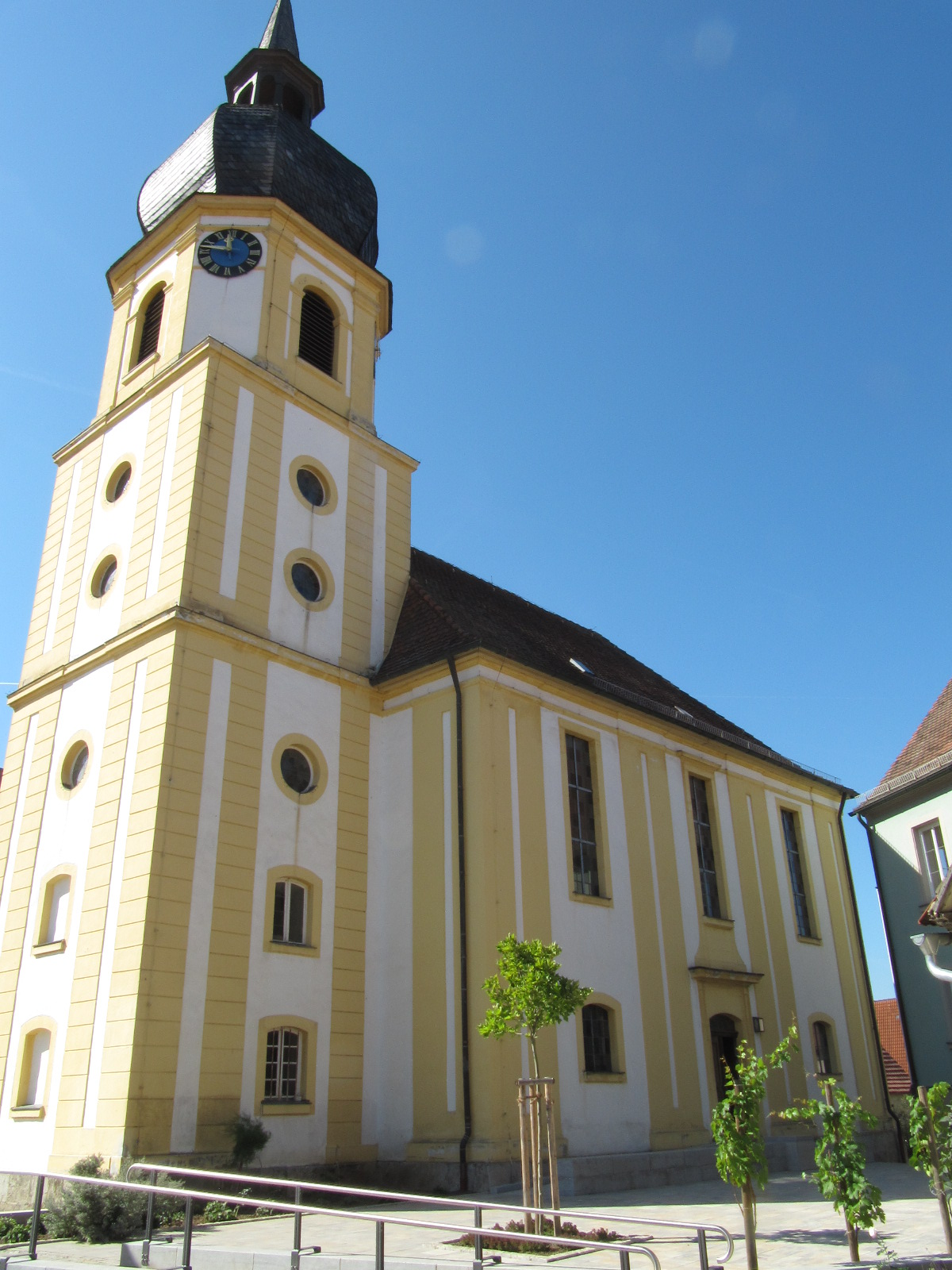
Evangelische Kirche St. Bartholomäus

Auf dem Gelände der alten Kirche errichteten die evangelischen Bewohner 1780 ihr Gotteshaus als typisch evangelische Kirche im Markgrafenstil. Ihre übereinander gestaffelten Bestandteile Altar, Kanzel Orgel sind für diesen Baustil charakteristisch.

#### Katholische St.-Bartholomäus-Kirche

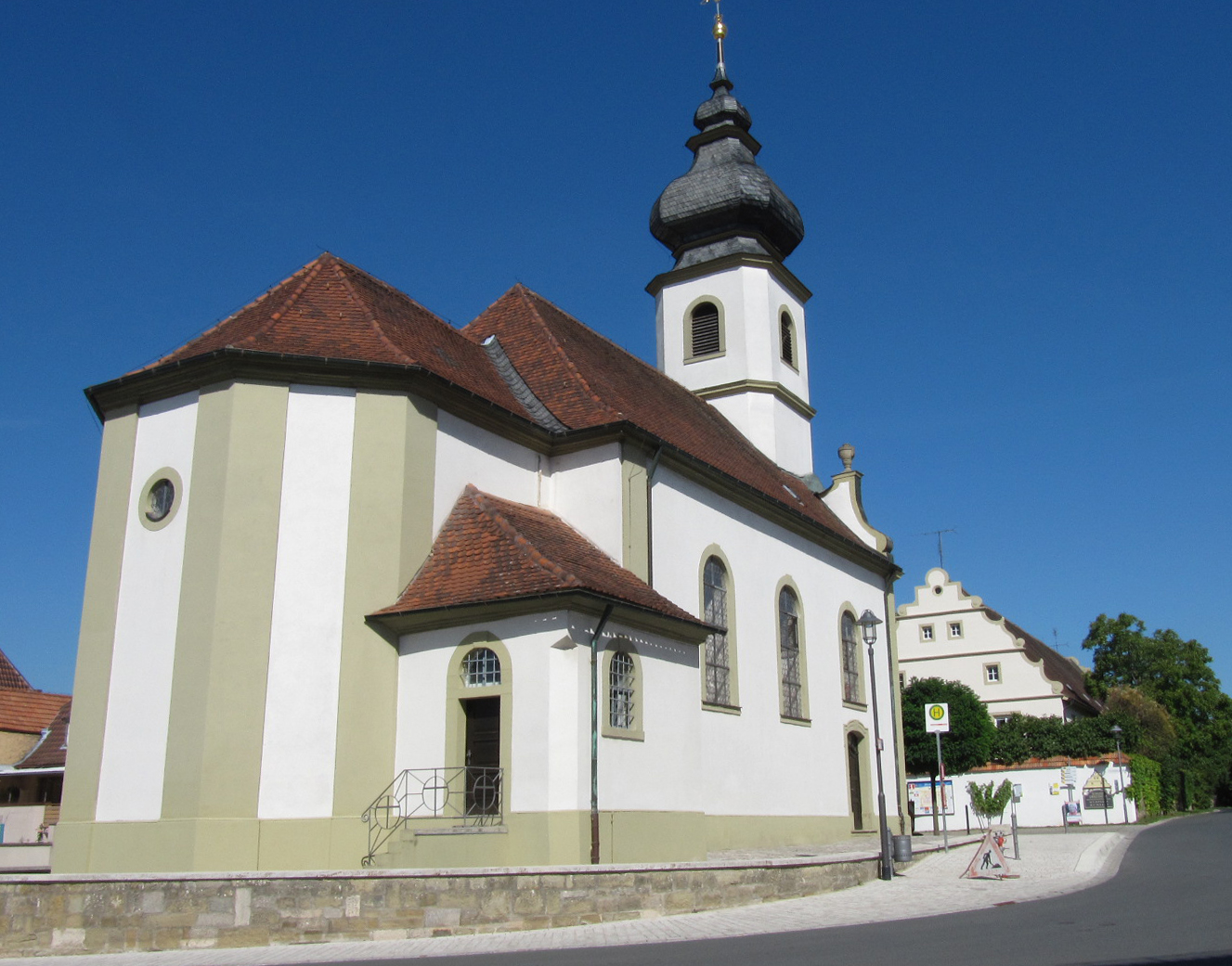
Katholische Kirche St. Bartholomäus

Die katholische Kirche Rödelsees entstand einige Jahre nach der evangelischen im Jahr 1783. Ein dreigeschossiger Fassadenturm gliedert das Gotteshaus. Der Patron Bartholomäus steht in einer Nische des Turmes. Das Innere weist einen Altar und mehrere Heiligenfiguren auf.

### Baudenkmäler
- Passionsbildstock (Rödelsee)

### Sagen
Im Dreißigjährigen Krieg wurde das Dorf häufig von durchziehenden schwedischen Truppen heimgesucht. Einmal war eine Schar Soldaten auf dem Weg zum Schwanberg, als sie an einem alten Kruzifix vorbeikamen. Einer der Schweden hieb unter dem Gelächter der anderen der Christusfigur den Kopf ab. Am Fuße des Berges stürzte der Schwede so unglücklich, dass er sich das Genick brach und starb. Immer am Jahrestag seiner Untat ist er als kopfloser Reiter vor dem Bildstock zu sehen. Er legt seinen Kopf dem Christusbild zu Füßen.

### Regelmäßige Veranstaltungen
- Rödelseer Frühling, letztes Wochenende im April
- Schwandertag, besonderer Wandertag am 1. Mai
- Schlossschoppenfest, dritter Sonntag im Juni
- Weinfest, erstes Wochenende im Juli
- Kirchweih, erster Sonntag im September
- Erntedank-Markt, erster Sonntag im Oktober
- Christkindles Werkstätten, letztes Wochenende im November

## Wirtschaft und Infrastruktur
Weinbau und Tourismus sind heute zwei wichtige wirtschaftliche Säulen des Ortes, in dem größere Industriebetriebe fehlen.

### Weinbau

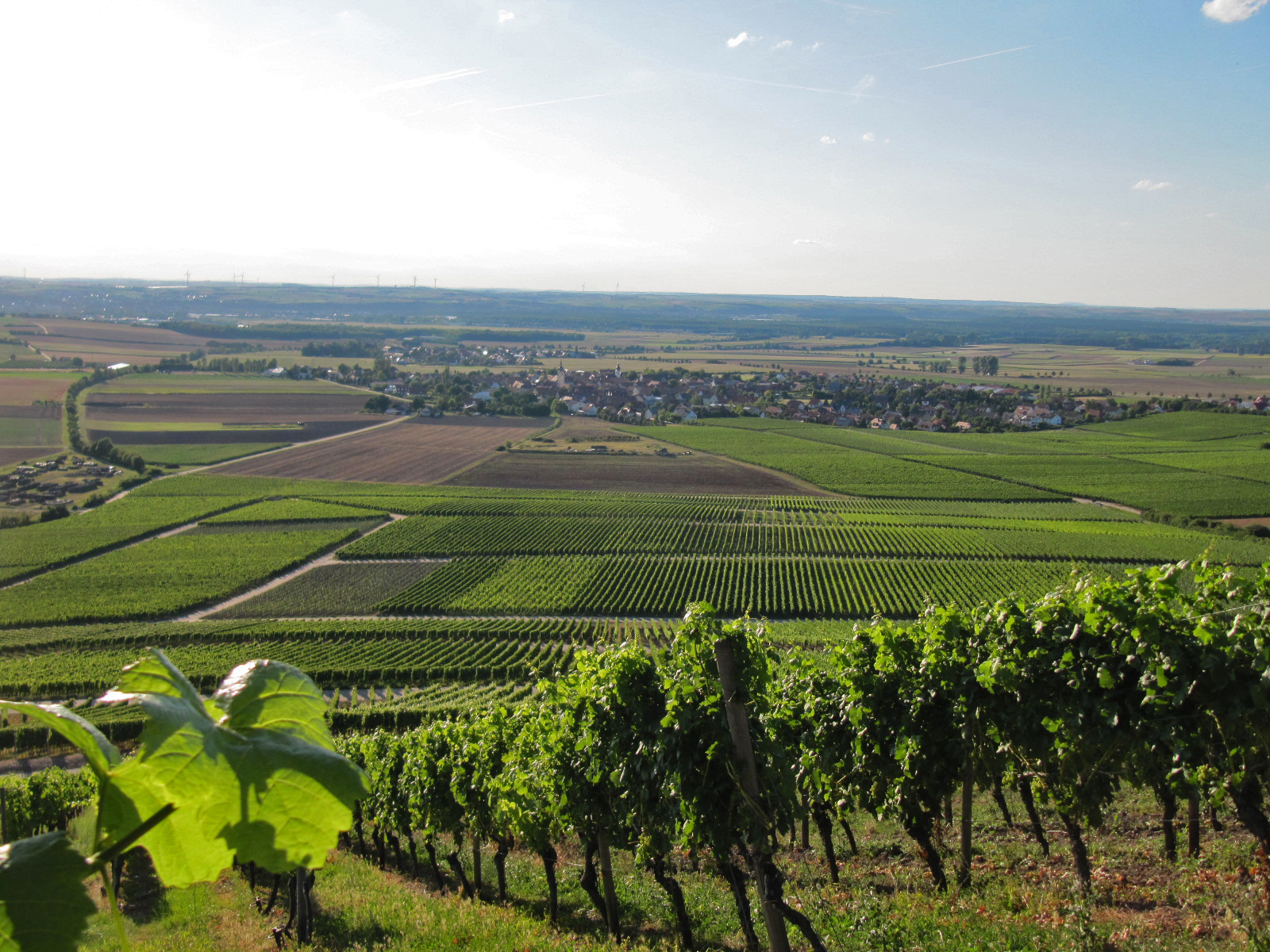
Blick auf Rödelsee von den Weinbergen

Rödelsee ist heute bedeutender Weinbauort im Anbaugebiet Franken. Insgesamt zwei Weinlagen existiert um das Dorf, der Wein wird seit den 1970er Jahren unter den Namen Rödelseer Küchenmeister und Rödelseer Schwanleite vermarktet. Daneben ist der Ort Leitgemeinde der Großlage Rödelseer Schloßberg. Rödelsee ist Teil des Bereichs Schwanberger Land, bis 2017 waren die Winzer im Bereich Steigerwald zusammengefasst. Die Gipskeuperböden um Rödelsee eignen sich ebenso für den Anbau von Wein, wie die Lage in der Maingauklimazone, die zu den wärmsten Deutschlands gehört.
Bereits seit dem Frühmittelalter betreiben die Menschen um Rödelsee Weinbau. Die fränkischen Siedler brachten wohl im 7. Jahrhundert die Rebe mit an den Main. Die „Swanliten“ (Schwanleite) wurde 1295 und der Küchenmeister 1360 erstmals urkundlich genannt, die heute noch gebräuchlichen Lagen waren, neben anderen, also bereits im Mittelalter bekannt. Im Mittelalter gehörte die Region zum größten zusammenhängenden Weinbaugebiet im Heiligen Römischen Reich. Die Menschen betrieben zumeist Nebenerwerbsweinbau zur Selbstversorgung, gleichzeitig bildeten sich bereits Exportzentren insbesondere entlang des Maines heraus.
Der Weinbau erlebte nach der Säkularisation zu Beginn des 19. Jahrhunderts einen umfassenden Niedergang. Vor allem klimatisch weniger begünstige Lagen gab man vollständig auf. Zusätzlich erschwerte das Aufkommen von Schädlingen wie der Reblaus den Anbau. Konsolidieren konnte sich die Weinbauregion Franken erst wieder in der zweiten Hälfte des 20. Jahrhunderts. Der Einsatz von Düngern und verbesserte Anbaumethoden hatten dazu ebenso beigetragen wie die Organisation in Genossenschaften und die Flurbereinigung der 1970er Jahre. Bereits 1969 existierten wieder 101 ha mit Weinreben bestockte Fläche in Rödelsee.
Auf den Wein wird der Besucher beim Gang durch den modernen Ort auch deutlich hingewiesen. Die Spitzenweine erhalten ihre Art und Kraft aus dem mineralstoffreichen Gipskeupermergel. Da mit der Silvanerrebe heute fast die Hälfte des Anbaugebietes bepflanzt ist, heißt Rödelsee umgangssprachlich „Silvanerecke“. Rödelsee brachte mit Karoline Hartmann die deutsche Weinkönigin des Jahres 1958 hervor. Der Ort richtet außerdem eines der größeren Weinfeste der Umgebung aus, das immer am ersten Juliwochenende stattfindet.
| Weinlage      | Größe 1993 | Größe 2019 | Himmelsrichtung | Hangneigung | Hauptrebsorten | Großlage             |
| ------------- | ---------- | ---------- | --------------- | ----------- | -------------- | -------------------- |
| Küchenmeister | 75 ha      | 75 ha      | Nordwesten      | 10–40 %     | Müller-Thurgau | Rödelseer Schloßberg |
| Schwanleite   | 40 ha      | 38 ha      | Nordwesten      | 10–40 %     | Müller-Thurgau | Rödelseer Schloßberg |

### Tourismus
Den Touristen bieten der Schwanberg und das ausgebaute Weinbergswege- und Fahrradnetz vielfältige Freizeitmöglichkeiten. In der Umgebung des Ortes wurden auch mehrere Wanderwege ausgewiesen. Der Bewegungsparcours hinter dem Schloss Crailsheim wurde für alle Generationen konzipiert. Außerdem besteht eine Reihe von Einkehr- und Übernachtungsangeboten.

### Sport
Überregional bekannt ist der TSV Rödelsee, dessen Männer-Handballmannschaft 2013 in die 3. Liga aufgestiegen ist.

## Persönlichkeiten
- Johann Bernhard Gottfried Hopfer (um 1716–1789), Wappenmaler, Mitglied der Akademie der Wissenschaften in Berlin
- Liborius Gerstenberger (1864–1925), Geistlicher, Zentrums-Politiker, Abgeordneter des Deutschen Reichstages[23]
- Gottfried Kölwel (1889–1958), Lyriker, Dramatiker und Erzähler, Kölwel schrieb 1938 eine Erzählung über eine „Wanderung nach Rödelsee“
- Erhard Hüttner († 1935), Lehrer, Hüttner unterrichtete zwischen 1887 und 1923 in Rödelsee, 1912 Ehrenbürger von Rödelsee[24]
- Emil Dern (1884–1960), Sägewerksbesitzer und Stifter, Ehrenbürger von Michelfeld, Rödelsee und Wiesentheid[25]
- Christel Felizitas Schmid (1892–1970), Ordensgründerin, Schmid gründete die Communität Casteller Ring und verstarb 1970 in Rödelsee
- Hanns Rupp (1898–1971), Mundartdichter und Lehrer, Rupp unterrichtete zeitweise in Rödelsee
- Oliver Kienle (* 1982), Regisseur, wuchs in Rödelsee auf